# Schwarzer Bombardierkäfer
Der Schwarze Bombardierkäfer oder Alpen-Bombardierkäfer (Aptinus bombarda) ist ein Laufkäfer der Unterfamilie der Bombardierkäfer (Brachininae).

## Beschreibung
Die Käfer werden 9,5 bis 15 Millimeter lang. Ihr Körper ist länglich, schwarz, nur die Fühler und Beine sind rot. Ihre Flügeldecken bedecken nicht das hintere Ende des Abdomens. Wie alle Bombardierkäfer, besitzt auch der Schwarze Bombardierkäfer einen Explosionsapparat am Hinterleib, den er zur Verteidigung gegen Fressfeinde einsetzt, indem er dem Angreifer reizende und übelriechende Gase aus zwei Röhren in seinem Hinterleib direkt ins „Gesicht“ bläst. Dabei ist ein deutlicher Explosionsknall zu vernehmen (siehe Bombardierkäfer).

## Vorkommen
In Mitteleuropa kommen die Käfer nur im Südosten, westlich bis Oberbayern, wo sie seltener sind, vor, im östlichen Alpenbereich nur auf Böden, die in der Eiszeit nicht vergletschert waren.